# Fernand Mourlot
Fernand Mourlot (ur. 5 kwietnia 1895 w Paryżu, zm. 4 grudnia 1988) – dyrektor Studia Mourlot i założyciel Editions Mourlot.

## Życiorys

### Wczesne życie i kariera
Fernand Mourlot urodził się 5 kwietnia 1895 r. w Paryżu i był szóstym z dziewięciu synów Jules’a Mourlota i Clemence Gadras.
W 1911 r., w wieku 16 lat, został przyjęty do École Nationale Supérieure des Arts Décoratifs, gdzie studiował rysunek. Po studiach rozpoczął pracę u ojca i starszych braci w rodzinnym biznesie „Imprimerie J. Mourlot”. W 1914 r. po sprzedaży rosyjskich obligacji rozszerzył działalność Studia Mourlot, otwierając drugą lokalizację na rue St Maur i zakupując Imprimerie Bataille na rue de Chabrol.
Również w 1914 r. trzej najstarsi bracia Mourlot zostali wcieleni do armii francuskiej i wysłani na front. Paul, najstarszy brat, zginął wkrótce po rozpoczęciu wojny. Georges i Fernand pozostali w armii do 1918 r. i wzięli udział w wielu bitwach, w tym w bitwie pod Verdun. W czasie pobytu na froncie, w 1917 r., dostali wiadomość o śmierci ich matki Clemence.
Po powrocie z wojny bracia Mourlot dołączyli do rodzinnego biznesu ojca. Georges, najstarszy brat, zajął się działalnością Studia, natomiast Fernand koncentrował się na stronie artystycznej i rozwoju biznesu. Po śmierci ojca, w 1921 r., nazwa firmy została zmieniona na „Mourlot Freres” (Bracia Mourlot), gdzie Georges i Fernand pełnili główną rolę, a pozostałe rodzeństwo stało się posiadaczami mniejszości w biznesie.

### Wkład wniesiony w sztukę
W 1923 r. rodzina Mourlot wygrała kontrakt na produkcję plakatu z okazji wystawy Francuskiej Sztuki Nowoczesnej w Kopenhadze. Kilka lat później, poprzez przyjaźń z pisarzem Georges’em Duhamelem, Fernand Mourlot poznał malarza Maurice’a de Vlamincka. W 1926 r. tych trzech mężczyzn rozpoczęło współpracę nad produkcją pierwszej z wielu ilustrowanych książek wydrukowanych przez Studio Mourlot. Rok 1930 zapoczątkował kolejną ważną i długotrwałą współpracę pomiędzy Mourlot i dyrektorem Muzeum Narodowego we Francji. W tym samym roku Studio Mourlot wydrukowało plakat z okazji setnej rocznicy Romantyzmu oraz wystawy prac Eugène’a Delacroix w muzeum w Luwrze.
Kolejnymi dziełami wyprodukowanymi przez Mourlot były plakaty na wystawę prac Édouarda Maneta w Musée de l'Orangerie w 1932 r. oraz dzieł Honoré Daumiera we Francuskiej Bibliotece Narodowej w 1934 r. Studio Mourlot, często zatrudniane przez francuskie i zagraniczne muzea (takie jak Tate) do produkcji wysokiej jakości plakatów, do roku 1937 stało się największą drukarnią litografii i plakatów artystycznych. Również w 1937 r. Pierre Bonnard oraz Henri Matisse stworzyli w Studio dwa kolejne dzieła-plakaty z okazji wystawy Art Independent w Petit Palais. To wydarzenie doprowadziło do spotkania Mourlota i Matisse'a i rozpoczęło nowy rozdział w historii drukarni Mourlot.

### Grafiki artystyczne z limitowanych edycji
Przez pewien czas Fernand Mourlot zapraszał artystów do swego studia, by tworzyli oryginalne grafiki. W poprzednich dekadach byli oni ograniczeni do konieczności reprodukcji ich dzieł przez rzemieślników. Kilku artystów, takich jak Édouard Vuillard, Maurice de Vlaminck czy Maurice Utrillo, przyczyniło się do sukcesu Studia Mourlot, ale dopiero spotkania z Henrim Matisse’em, a następnie z Tériade’em, sprawiły, że inni wielcy artyści zainteresowali się działalnością Mourlot.
Pod koniec 1930 r. Studio Mourlot wydrukowało kilka ilustracji i okładek do przeglądu Tériade’a, Verve. Dzięki tej współpracy Fernand Mourlot nawiązał przyjaźń z wieloma znanymi artystami, takimi jak Fernand Léger czy Georges Braque. Niestety w tym okresie wszystkie najważniejsze projekty zostały zawieszone ze względu na wybuch II wojny światowej. W czasie okupacji niemieckiej większość artystycznej i komercyjnej produkcji znacznie zwolniła tempa. Fernand Mourlot współpracował z innymi pracowniami drukarskimi (Imprimerie Unii), których właścicielami byli jego żydowscy przyjaciele i koledzy, unikając w ten sposób wymuszonego przeniesienia ich aktywów do własności państwa i produkcji fałszywych dokumentów i dowodów osobistych.
W tych samych latach odbyły się dwa kolejne ważne wydarzenia dla Mourlota. Pierwszym była współpraca z właścicielem galerii, Louisem Carre, co zaowocowało współpracą z Georges’em Rouaultem i Raoulem Dufym. Drugim było przedstawienie przez pisarza Jeana Paulhana artysty Jeana Dubuffeta i pierwsza publikacja książki (1944 r.) z przedsięwzięciami Fernanda Mourlota, wraz z kompozycją "Les Murs", wierszami Guillevica oraz "Matiere et Memoire" z tekstem Francisa Ponge’a.

### Okres po II wojnie światowej
W październiku 1945 Pablo Picasso zachęcony przez Henriego Matisse’a i Georges’a Braque’a, spotkał się z Fernandem Mourlotem. Po spotkaniu Picasso zaczął dokładnie badać i odkrywać proces tworzenia grafik artystycznych (litografii), pracując często od 8:30 rano i kończąc długo po 20:00. To doświadczenie zapoczątkowało współpracę ze Studiem Mourlot, która trwała prawie trzy dekady i zaowocowała ponad czterystoma różnymi litografiami i plakatami.